# Eustache Lesueur

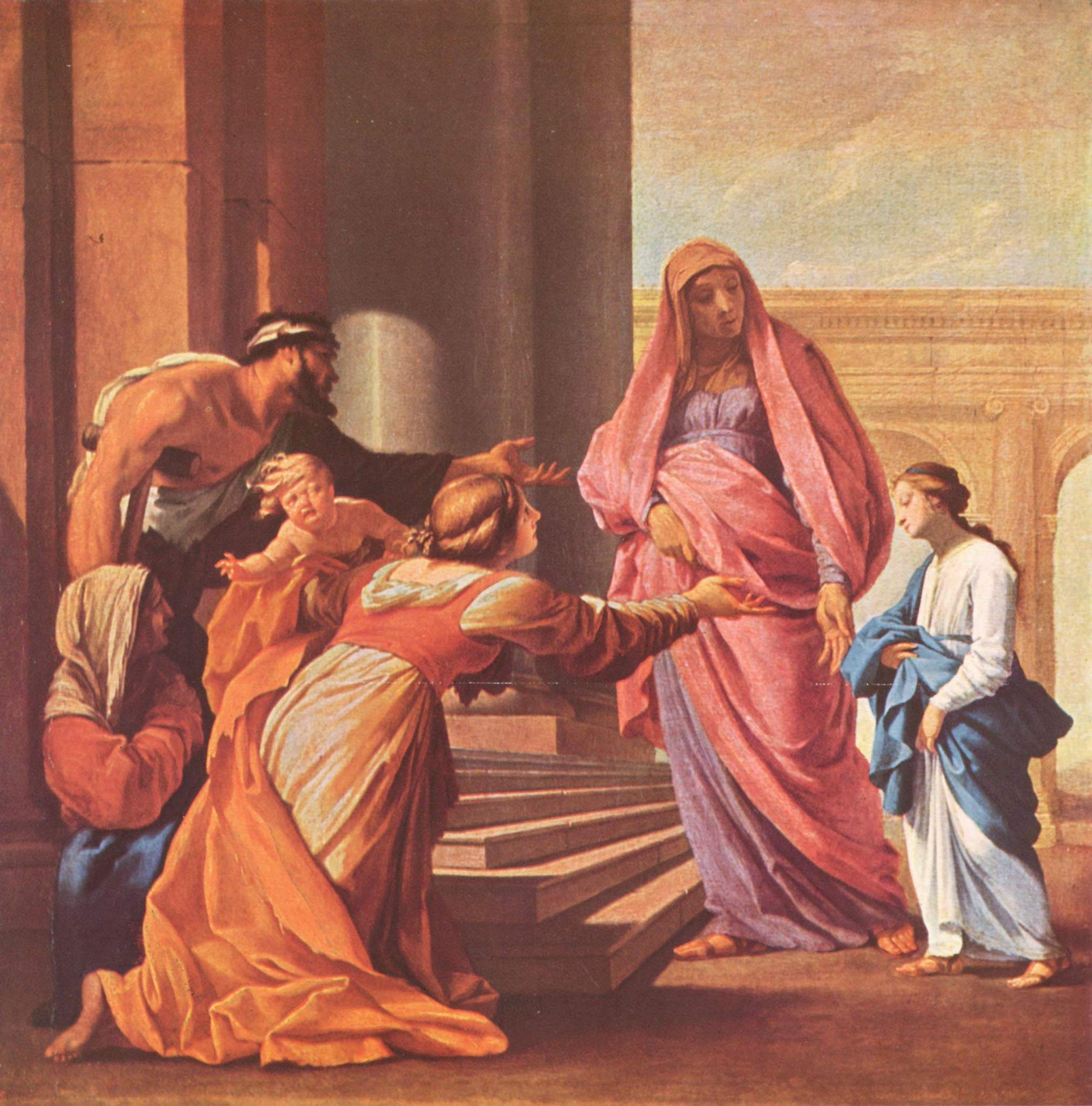
Ofiarowanie Marii w świątyni, ok. 1650)

Eustache Lesueur lub Le Sueur (ur. 19 listopada 1617 w Paryżu, zm. 30 kwietnia 1655) – francuski malarz barokowy, jeden z założycieli Królewskiej Akademii Malarstwa i Rzeźby (fr. Académie Royale de Peinture et de Sculpture).
Artysta był całe życie związany z Paryżem, tworzył początkowo pod wpływem nauczyciela Simona Voueta. W latach 40. XVII wieku zwrócił się w stronę neoklasycyzmu, którego przedstawicielem był Nicolas Poussin. Malował obrazy o tematyce mitologicznej i religijnej oraz alegorie. Jego prace odznaczają się delikatną kolorystyką i w przeciwieństwie do twórczości Poussina, są bardziej subtelne i pozbawione heroicznego rozmachu. Malarz projektował też kartony do tapiserii (m.in. Życie św. Gerwazego, Życie św. Protazego), zajmował się również malarstwem dekoracyjnym.
Eustache Lesueur został w 1648 jednym z dwunastu członków założycieli Królewskiej Akademii Malarstwa i Rzeźby, był za życia popularny i ceniony na równi z Poussinem. W XIX w. jego twórczość znał i podziwiał Eugène Delacroix.

## Wybrane prace
- Ofiarowanie Marii w świątyni, 1640, Ermitaż,
- Chrystus niosący krzyż,
- Św. Paweł w Efezie,
- cykl Żywot św. Brunona, 1645-48, Luwr.